# Anna Meredith
Pour les articles homonymes, voir Meredith.
Anna Meredith, née le 12 juillet 1978 à Londres est une musicienne et compositrice britannique. Elle compose, produit et joue de la musique classique et électronique.

## Biographie
Anna Meredith est née dans le nord de Londres, dans le quartier de Tufnell Park, à l'âge de deux ans, elle part s'installer en Écosse. Elle étudie la musique à l'Université d'York puis au Royal College of Music. En 2003, elle obtient la bourse du Constant and Kit Lambert Junior Fellowship qui récompense les musiciens de moins de 35 ans du Royal College of Music.
Elle participe plusieurs fois au programme de la BBC Last night of the Proms, la première fois en 2008, ou plus récemment en 2018 avec la création Sender autour de la correspondance de soldats de 1918. En 2010, le Southbank Center lui commande une pièce pour orchestre et beatboxer, elle compose le concerto pour Beatboxer et orchestre avec Shlomo, beatboxer britannique. Elle obtient en 2010 le prix Paul Amlyn. Elle sort Varmints, son premier album studio, en 2016 sur le label Moshi Moshi.
En France, elle est programmée aux 38es Rencontres Transmusicales de Rennes en 2016.

## Discographie

### Albums studio
- 2012 - Black Prince Fury (Ep)
- 2013 - Jet Black Raider (Ep)
- 2016 - Varmints
- 2018 - Anno: Four Seasons (Anna Meredith & Antonio Vivaldi Ft. Scottish Ensemble)
- 2018 - Eight Grade (Bande originale de film)
- 2019 - FIBS
- 2023 -  Nuc, Ligeti Quartet & Anna Meredith